# Patriot (Worlds of Fun)
Patriot in Worlds of Fun (Kansas City, Missouri, USA) ist eine Stahlachterbahn vom Modell Inverted Coaster des Herstellers Bolliger & Mabillard, die am 8. April 2006 eröffnet wurde.

## Details
Sie befindet sich im amerikanischen Themenbereich von Worlds of Fun und wurde patriotisch in den Farben Rot, Weiß und Blau, sowie mit Streifen und Sternen lackiert.
Der Lifthill ist 45,4 m hoch und der First Drop besitzt eine Höhe von 37,5 m. Sie erreicht eine Höchstgeschwindigkeit von 96,6 km/h. Patriot besitzt auf ihrer Strecke vier Inversionen: einen 27,1 m hohen Looping, eine Zero-g-Roll, einen Immelmann, sowie eine besonders schnell durchfahrene Korkenzieher. Ihre besonderen Eigenschaften sind die schnellen Richtungswechsel und das schnelle Durchfahren der einzelnen Elemente.
Entgegen anders lautenden Behauptungen benutzt Patriot keinen Platz, der zuvor von Orient Express benutzt wurde, welche Ende 2003 abgebaut wurde. In der Nähe wurde Spinning Dragons, eine kleinere Achterbahn hinzugefügt, aber die Fläche von Orient Express wurde bisher immer noch nicht benutzt.
Patriot befindet sich an der westlichen Ecke in der Nähe von RipCord.

## Züge
Patriot besitzt zwei Züge mit jeweils sieben Wagen. In jedem Wagen können vier Personen (eine Reihe à vier Personen) Platz nehmen. Die Fahrgäste müssen mindestens 1,37 m groß sein, um mitfahren zu dürfen. Es gibt größere Sitze für Fahrgäste, die nicht in den normalen Sitzen Platz nehmen können. Ein Testsitz befindet sich neben dem Eingang zur Attraktion. Als Rückhaltesystem kommen Schulterbügel zum Einsatz.